# Список адмиралов ВМФ СССР (1946—1960)
Список адмиралов Военно-Морского Флота Советского Союза (1946—1960) включает в себя всех адмиралов, получивших первичное адмиральское звание (звание контр-адмирала) в период с 1946 по 1960 год.
| Содержание: Начало — 0–9 А Б В Г Д Е Ё Ж З И К Л М Н О П Р С Т У Ф Х Ц Ч Ш Щ Э Ю Я |

| А                                     |                        |              |                 |                 |                           |
| ФИО                                   | Герои Советского Союза | Время службы | Контр-адмирал   | Вице-адмирал    | Адмирал                   |
| Абашвили, Георгий Семёнович           |                        | 1927—1971    | 27 января 1951  | 8 августа 1955  | —                         |
| Августинович, Михаил Петрович         |                        | 1930—1968    | 11 мая 1949     | 9 мая 1961      | —                         |
| Авдиенко, Афанасий Григорьевич        |                        | 1929—1964    | 18 февраля 1958 | —               | —                         |
| Аверчук, Степан Иванович              |                        | 1937—1977    | 19 ноября 1956  | 7 мая 1960      | —                         |
| Аистов, Анатолий Георгиевич           |                        | 1937—1975    | 25 мая 1959     | —               | —                         |
| Акимов, Фёдор Яковлевич               |                        | 1931—1966    | 3 ноября 1951   | —               | —                         |
| Алексеев, Александр Степанович        |                        | 1933—1969    | 18 февраля 1958 | —               | —                         |
| Алексеев, Владимир Николаевич         |                        | 1933—1986    | 27 января 1951  | 27 апреля 1962  | 6 ноября 1970             |
| Алексеев, Евгений Николаевич          |                        | 1933—1965    | 18 февраля 1958 | —               | —                         |
| Амелько, Николай Николаевич           |                        | 1931—1987    | 31 мая 1954     | 9 мая 1961      | 13 апреля 1964            |
| Андреев, Василий Иванович             |                        | 1930—1973    | 31 мая 1954     | —               | —                         |
| Андреев, Василий Фёдорович            |                        | 1925—1968    | 27 января 1951  | —               | —                         |
| Антипов, Александр Сергеевич          |                        | 1921—1957    | 27 января 1951  | —               | —                         |
| Антонов, Михаил Иванович              |                        | 1927—1968    | 3 августа 1953  | —               | —                         |
| Арванов, Зармаир Мамиконович          |                        | 1933—1963    | 7 мая 1960      | —               | —                         |
| Аржавкин, Александр Фёдорович         |                        | 1932—1965    | 27 января 1951  | —               | —                         |
| Артёменко, Прохор Герасимович         |                        | 1921—1960    | 27 января 1951  | —               | —                         |
| Б                                     |                        |              |                 |                 |                           |
| ФИО                                   | Герои Советского Союза | Время службы | Контр-адмирал   | Вице-адмирал    | Адмирал                   |
| Бакаев, Михаил Иванович               |                        | 1933—1960    | 11 мая 1949     | —               | —                         |
| Бакарджиев, Вячеслав Георгиевич       |                        | 1933—1971    | 8 августа 1955  | —               | —                         |
| Балакирев, Виктор Яковлевич           |                        | 1933—1965    | 7 мая 1960      | —               | —                         |
| Балакирев, Константин Михайлович      |                        | 1928—1969    | 3 ноября 1951   | —               | —                         |
| Балев, Борис Михайлович               |                        | 1922—1956    | 11 мая 1949     | —               | —                         |
| Балякин, Леонид Николаевич            |                        | 1937—1974    | 7 мая 1960      | —               | —                         |
| Баринов, Алексей Дмитриевич           |                        | 1922—1955    | 31 мая 1954     | —               | —                         |
| Батырев, Алексей Александрович        |                        | 1927—1967    | 3 ноября 1951   | —               | —                         |
| Бачков, Николай Мефодиевич            |                        | 1933—1964    | 6 апреля 1957   | —               | —                         |
| Безпальчев, Константин Александрович  |                        | 1918—1956    | 3 августа 1953  | —               | —                         |
| Бекренев, Леонид Константинович       |                        | 1927—1973    | 27 января 1951  | 25 мая 1959     | 25 октября 1967           |
| Бельский, Александр Сергеевич         |                        | 1919—1957    | 27 января 1951  | —               | —                         |
| Бельский, Пётр Иванович               |                        | 1922—1956    | 3 ноября 1951   | —               | —                         |
| Беляев, Борис Павлович                |                        | 1930—1957    | 27 января 1951  | —               | —                         |
| Беляев, Илья Иосифович                |                        | 1927—1967    | 27 января 1951  | —               | —                         |
| Беляков, Владимир Павлович            |                        | 1933—1974    | 27 августа 1957 | —               | —                         |
| Бережной, Сергей Денисович            |                        | 1937—1957    | 11 мая 1949     | —               | —                         |
| Березной, Николай Иванович            |                        | 1927—1971    | 27 января 1951  | —               | —                         |
| Береснев, Иван Петрович               |                        | 1932—1967    | 25 мая 1959     | —               | —                         |
| Блинков, Иван Григорьевич             |                        | 1926—1963    | 18 февраля 1958 | —               | —                         |
| Бобков, Борис Назарович               |                        | 1933—1968    | 18 февраля 1958 | —               | —                         |
| Богданович, Абрам Михайлович          |                        | 1926—1961    | 27 января 1951  | —               | —                         |
| Богомолов, Иван Васильевич            |                        | 1937—1966    | 25 мая 1959     | —               | —                         |
| Богословский, Александр Тимофеевич    |                        | 1930—1966    | 25 мая 1959     | —               | —                         |
| Богуславский, Николай Феоктистович    |                        | 1922—1960    | 11 мая 1949     | —               | —                         |
| Болотов, Георгий Фёдорович            |                        | 1923—1960    | 18 февраля 1958 | —               | —                         |
| Брезинский, Артемий Георгиевич        |                        | 1925—1968    | 11 мая 1949     | —               | —                         |
| Бубнов, Василий Константинович        |                        | 1921—1954    | 27 января 1951  | —               | —                         |
| Буданов, Фёдор Васильевич             |                        | 1923—1956    | 3 августа 1953  | —               | —                         |
| Булыкин, Филипп Фёдорович             |                        | 1924—1954    | 5 июля 1946     | —               | —                         |
| Бурдаков, Павел Васильевич            |                        | 1928—1957    | 27 января 1951  | —               | —                         |
| Бурлаков, Александр Алексеевич        |                        | 1933—1967    | 18 февраля 1958 | —               | —                         |
| Бут, Тимофей Тимофеевич               |                        | 1931—1964    | 25 мая 1959     | —               | —                         |
| Быков, Пётр Александрович             |                        | 1934—1956    | 27 января 1951  | —               | —                         |
| В                                     |                        |              |                 |                 |                           |
| ФИО                                   | Герои Советского Союза | Время службы | Контр-адмирал   | Вице-адмирал    | Адмирал                   |
| Ванифатьев, Александр Герасимович     |                        | 1922—1969    | 11 мая 1949     | 22 февраля 1963 | —                         |
| Васильев, Георгий Константинович      |                        | 1934—1973    | 27 августа 1957 | 27 апреля 1962  | —                         |
| Васильев, Константин Николаевич       |                        | 1932—1975    | 25 мая 1959     | 15 декабря 1972 | —                         |
| Васильев, Николай Александрович       |                        | 1928—1955    | 27 января 1951  | —               | —                         |
| Величко, Иван Иванович                |                        | 1937—1951    | 27 января 1951  | —               | —                         |
| Веретенников, Леонид Порфирьевич      |                        | 1937—1975    | 18 февраля 1958 | —               | —                         |
| Вержиковский, Анатолий Павлович       |                        | 1933—1968    | 7 мая 1960      | —               | —                         |
| Визиров, Николай Петрович             |                        | 1932—1960    | 25 мая 1959     | —               | —                         |
| Виноградов, Александр Дмитриевич      |                        | 1920—1960    | 27 января 1951  | —               | —                         |
| Винокуров, Николай Васильевич         |                        | 1934—1961    | 18 февраля 1958 | —               | —                         |
| Волков, Алексей Васильевич            |                        | 1922—1960    | 27 января 1951  | 8 августа 1955  | —                         |
| Волков, Вениамин Иванович             |                        | 1932—1972    | 18 февраля 1958 | —               | —                         |
| Ворков, Сергей Степанович             |                        | 1933—1969    | 3 августа 1953  | —               | —                         |
| Вощинин, Александр Николаевич         |                        | 1933—1975    | 18 февраля 1958 | 19 февраля 1968 | —                         |
| Г                                     |                        |              |                 |                 |                           |
| ФИО                                   | Герои Советского Союза | Время службы | Контр-адмирал   | Вице-адмирал    | Адмирал                   |
| Галицкий, Анатолий Александрович      |                        | 1931—1970    | 8 августа 1955  | —               | —                         |
| Галкин, Пётр Васильевич               |                        | 1934—1974    | 25 мая 1959     | —               | —                         |
| Гвоздецкий, Антон Иванович            |                        | 1931—1961    | 3 ноября 1951   | —               | —                         |
| Генкин, Абрам Львович                 |                        | 1933—1970    | 18 февраля 1958 | 13 апреля 1964  | —                         |
| Головачёв, Владимир Иванович          |                        | 1931—1955    | 3 августа 1953  | —               | —                         |
| Головин, Василий Иванович             |                        | 1922—1960    | 27 января 1951  | —               | —                         |
| Головко, Сергей Григорьевич           |                        | 1937—1974    | 31 мая 1954     | —               | —                         |
| Гончар, Николай Федотович             |                        | 1932—1974    | 25 мая 1959     | —               | —                         |
| Гончар, Пантелеймон Максимович        |                        | 1931—1961    | 3 ноября 1951   | —               | —                         |
| Гончаров, Николай Евгеньевич          |                        | 1928—1961    | 18 февраля 1958 | —               | —                         |
| Горовой, Иван Яковлевич               |                        | 1924—1960    | 18 февраля 1958 | —               | —                         |
| Городничий, Леонид Иванович           |                        | 1933—1971    | 18 февраля 1958 | —               | —                         |
| Горожанин, Анатолий Андреевич         |                        | 1923—1960    | 27 января 1951  | —               | —                         |
| Горожанкин, Александр Васильевич      |                        | 1934—1973    | 18 февраля 1958 | —               | —                         |
| Горохов, Андрей Сергеевич             |                        | 1933—1967    | 11 мая 1949     | 18 февраля 1958 | —                         |
| Гришанов, Василий Максимович          |                        | 1933—1987    | 27 января 1951  | 18 февраля 1958 | 13 апреля 1964            |
| Гришин, Фёдор Никитович               |                        | 1933—1969    | 18 февраля 1958 | —               | —                         |
| Грищенко, Григорий Евтеевич           |                        | 1924—1961    | 18 февраля 1958 | —               | —                         |
| Гурин, Антон Иосифович                |                        | 1928—1962    | 27 января 1951  | —               | —                         |
| Гусаров, Кузьма Саввич                |                        | 1920—1955    | 27 января 1951  | —               | —                         |
| Гусев, Нил Михайлович                 |                        | 1921—1957    | 5 июля 1946     | —               | —                         |
| Гущин, Алексей Матвеевич              |                        | 1923—1959    | 5 июля 1946     | —               | —                         |
| Гущин, Владимир Алексеевич            |                        | 1936—1976    | 25 мая 1959     | —               | —                         |
| Д                                     |                        |              |                 |                 |                           |
| ФИО                                   | Герои Советского Союза | Время службы | Контр-адмирал   | Вице-адмирал    | Адмирал                   |
| Дёмин, Леонид Александрович           |                        | 1918—1968    | 31 мая 1954     | —               | —                         |
| Денисов, Борис Алексеевич             |                        | 1918—1966    | 31 мая 1954     | —               | —                         |
| Деревянко, Константин Илларионович    |                        | 1927—1964    | 31 мая 1954     | —               | —                         |
| Дианов, Александр Иванович            |                        | 1922—1961    | 15 июля 1957    | —               | —                         |
| Дмитриев, Владимир Иванович           |                        | 1932—1972    | 18 февраля 1958 | —               | —                         |
| Добровольский, Виктор Данилович       |                        | 1925—1959    | 3 ноября 1951   | —               | —                         |
| Добролюбов, Кирилл Петрович           |                        | 1934—1955    | 3 ноября 1951   | —               | —                         |
| Добрынин, Александр Семёнович         |                        | 1931—1960    | 3 ноября 1951   | —               | —                         |
| Домнин, Семён Васильевич              |                        | 1928—1965    | 3 августа 1953  | —               | —                         |
| Дробышев, Георгий Валентинович        |                        | 1926—1969    | 11 мая 1949     | —               | —                         |
| Дроздов, Владимир Александрович       |                        | 1927—1958    | 3 ноября 1951   | —               | —                         |
| Дроздов, Николай Михайлович           |                        | 1936—1971    | 3 ноября 1951   | —               | —                         |
| Е                                     |                        |              |                 |                 |                           |
| ФИО                                   | Герои Советского Союза | Время службы | Контр-адмирал   | Вице-адмирал    | Адмирал                   |
| Египко, Николай Павлович              |                        | 1925—1967    | 31 мая 1954     | 22 февраля 1963 | —                         |
| Егоричев, Иван Алексеевич             |                        | 1924—1952    | 27 января 1951  | —               | —                         |
| Егоров, Георгий Михайлович            |                        | 1936—1992    | 7 мая 1960      | 16 июня 1965    | 20 мая 1971               |
| Егоров, Михаил Васильевич             |                        | 1925—1984    | 3 ноября 1951   | 13 апреля 1964  | —                         |
| Егоров, Николай Ефимович              |                        | 1932—1973    | 25 мая 1959     | —               | —                         |
| Егоров, Сергей Григорьевич            |                        | 1937—1979    | 7 мая 1960      | —               | —                         |
| Емельянов, Леонид Андреевич           |                        | 1927—1961    | 11 мая 1949     | —               | —                         |
| Еремеев, Захарий Владимирович         |                        | 1932—1973    | 18 февраля 1958 | —               | —                         |
| Ерещенко, Виктор Алексеевич           |                        | 1929—1969    | 3 августа 1953  | —               | —                         |
| Ерошенко, Василий Николаевич          |                        | 1926—1961    | 31 мая 1954     | —               | —                         |
| Ж                                     |                        |              |                 |                 |                           |
| ФИО                                   | Герои Советского Союза | Время службы | Контр-адмирал   | Вице-адмирал    | Адмирал                   |
| Жданов, Алексей Степанович            |                        | 1924—1962    | 3 ноября 1951   | —               | —                         |
| Жиров, Фёдор Васильевич               |                        | 1933—1971    | 31 мая 1954     | —               | —                         |
| Жмакин, Дмитрий Георгиевич            |                        | 1921—1961    | 27 января 1951  | —               | —                         |
| Жуков, Евгений Николаевич             |                        | 1922—1958    | 3 ноября 1951   | —               | —                         |
| Жуковский, Оскар Соломонович          |                        | 1927—1968    | 11 июля 1957    | —               | —                         |
| З                                     |                        |              |                 |                 |                           |
| ФИО                                   | Герои Советского Союза | Время службы | Контр-адмирал   | Вице-адмирал    | Адмирал                   |
| Загребин, Анатолий Васильевич         |                        | 1928—1968    | 31 мая 1954     | —               | —                         |
| Зарембо, Николай Петрович             |                        | 1920—1957    | 11 мая 1949     | —               | —                         |
| Захаров, Михаил Николаевич            |                        | 1930—1977    | 3 ноября 1951   | 7 мая 1960      | 25 октября 1967           |
| Захаров, Семён Егорович               |                        | 1939—1969    | 13 февраля 1956 | 7 мая 1960      | 27 января 1951 7 мая 1966 |
| Збрицкий, Евгений Павлович            |                        | 1930—1971    | 3 ноября 1951   | 25 октября 1967 | —                         |
| Зибирев, Алексей Сергеевич            |                        | 1925—1961    | 18 февраля 1958 | —               | —                         |
| Золин, Иван Иванович                  |                        | 1927—1961    | 18 февраля 1958 | —               | —                         |
| Зубенко, Иван Трифонович              |                        | 1936—1955    | 27 января 1951  | —               | —                         |
| Зубков, Александр Илларионович        |                        | 1921—1956    | 11 мая 1949     | —               | —                         |
| Зубков, Алексей Борисович             |                        | 1933—1970    | 16 июля 1957    | —               | —                         |
| Зюзин, Сергей Дмитриевич              |                        | 1933—1967    | 3 августа 1953  | —               | —                         |
| И                                     |                        |              |                 |                 |                           |
| ФИО                                   | Герои Советского Союза | Время службы | Контр-адмирал   | Вице-адмирал    | Адмирал                   |
| Иванов, Алексей Петрович              |                        | 1932—1961    | 3 ноября 1951   | —               | —                         |
| Иванов, Владимир Никифорович          |                        | 1928—1967    | 11 мая 1949     | 26 ноября 1956  | —                         |
| Иванов, Георгий Семёнович             |                        | 1927—1962    | 27 января 1951  | —               | —                         |
| Иванов, Иван Георгиевич               |                        | 1928—1961    | 8 августа 1955  | —               | —                         |
| Иванов, Иван Григорьевич              |                        | 1902—1957    | 3 ноября 1955   | —               | —                         |
| Иванов, Михаил Герасимович            |                        | 1924—1970    | 11 мая 1949     | —               | —                         |
| Иванов, Николай Григорьевич           |                        | 1933—1975    | 25 мая 1959     | —               | —                         |
| Игнатьев, Дмитрий Константинович      |                        | 1937—1953    | 11 мая 1949     | —               | —                         |
| Изачик, Николай Георгиевич            |                        | 1922—1954    | 11 мая 1949     | —               | —                         |
| Измайлов, Фёдор Дмитриевич            |                        | 1933—1972    | 18 февраля 1959 | —               | —                         |
| Изопольский, Владимир Владимирович    |                        | 1933—1974    | 18 февраля 1959 | —               | —                         |
| Ипатов, Павел Алексеевич              |                        | 1923—1951    | 11 мая 1949     | —               | —                         |
| К                                     |                        |              |                 |                 |                           |
| ФИО                                   | Герои Советского Союза | Время службы | Контр-адмирал   | Вице-адмирал    | Адмирал                   |
| Калачёв, Борис Терентьевич            |                        | 1934—1956    | 27 января 1951  | —               | —                         |
| Калужский, Андрей Гаврилович          |                        | 1931—1963    | 3 августа 1953  | —               | —                         |
| Капанадзе, Сеид Аввакумович           |                        | 1921—1956    | 3 ноября 1951   | —               | —                         |
| Капралов, Михаил Васильевич           |                        | 1928—1960    | 11 мая 1949     | —               | —                         |
| Караваев, Александр Тимофеевич        |                        | 1933—1958    | 27 января 1951  | —               | —                         |
| Караганов, Леонид Иванович            |                        | 1933—1970    | 27 января 1951  | 18 февраля 1958 | —                         |
| Каратаев, Борис Васильевич            |                        | 1922—1966    | 11 мая 1949     | —               | —                         |
| Карлов, Борис Иванович                |                        | 1919—1951    | 11 мая 1949     | —               | —                         |
| Карпенко, Фёдор Ильич                 |                        | 1931—1973    | 3 августа 1953  | —               | —                         |
| Катков, Алексей Иванович              |                        | 1923—1963    | 27 января 1951  | —               | —                         |
| Кашин, Константин Михайлович          |                        | 1932—1958    | 27 января 1951  | —               | —                         |
| Кведло, Станислав Иванович            |                        | 1932—1974    | 18 февраля 1958 | —               | —                         |
| Киселёв, Сергей Васильевич            |                        | 1927—1956    | 27 января 1951  | —               | —                         |
| Клевенский, Михаил Сергеевич          |                        | 1924—1954    | 3 ноября 1951   | —               | —                         |
| Коваленко, Иван Владимирович          |                        | 1930—1969    | 7 мая 1960      | —               | —                         |
| Ковель, Юрий Петрович                 |                        | 1930—1973    | 3 ноября 1951   | 25 октября 1967 | —                         |
| Козлов, Алексей Дмитриевич            |                        | 1918—1960    | 27 января 1951  | —               | —                         |
| Козлов, Евгений Андрианович           |                        | 1928—1969    | 27 января 1951  | —               | —                         |
| Колесник, Павел Степанович            |                        | 1936—1972    | 27 августа 1958 | —               | —                         |
| Колчин, Евгений Семёнович             |                        | 1921—1960    | 15 июля 1957    | —               | —                         |
| Колышев, Леонид Фёдорович             |                        | 1933—1962    | 7 мая 1960      | —               | —                         |
| Комаров, Алексей Андреевич            |                        | 1933—1959    | 15 июля 1957    | —               | —                         |
| Комаров, Арсений Васильевич           |                        | 1929—1970    | 27 января 1951  | 26 ноября 1956  | —                         |
| Коновалов, Гавриил Акимович           |                        | 1922—1959    | 11 мая 1949     | —               | —                         |
| Копнов, Лаврентий Егорович            |                        | 1939—1969    | 18 февраля 1958 | —               | —                         |
| Корниловский, Виталий Михайлович      |                        | 1931—1969    | 25 мая 1959     | —               | —                         |
| Коршунов, Леонид Алексеевич           |                        | 1922—1969    | 27 января 1951  | 25 мая 1959     | —                         |
| Кострицкий, Сергей Петрович           |                        | 1931—1970    | 3 августа 1953  | —               | —                         |
| Костыгов, Борис Дмитриевич            |                        | 1927—1972    | 3 ноября 1951   | 18 февраля 1958 | —                         |
| Котов, Василий Фёдорович              |                        | 1924—1966    | 11 мая 1949     | 26 ноября 1956  | —                         |
| Котов, Павел Григорьевич              |                        | 1933—1986    | 3 ноября 1951   | 18 февраля 1958 | 25 октября 1967           |
| Котов, Сергей Николаевич              |                        | 1933—1970    | 25 мая 1959     | —               | —                         |
| Кочегаров, Фёдор Иванович             |                        | 1933—1974    | 18 февраля 1958 | —               | —                         |
| Кошкарёв, Николай Васильевич          |                        | 1930—1971    | 8 августа 1955  | —               | —                         |
| Красиков, Борис Яковлевич             |                        | 1926—1958    | 11 мая 1949     | —               | —                         |
| Крастелев, Михаил Андроникович        |                        | 1934—1971    | 7 мая 1960      | 25 октября 1967 | —                         |
| Критский, Владимир Фёдорович          |                        | 1920—1961    | 18 февраля 1958 | —               | —                         |
| Круглов, Михаил Иванович              |                        | 1929—1961    | 3 ноября 1951   | —               | —                         |
| Крученых, Аркадий Васильевич          |                        | 1923—1969    | 11 мая 1949     | —               | —                         |
| Куваев, Сергей Иванович               |                        | 1932—1963    | 25 мая 1959     | —               | —                         |
| Куделя, Андрей Сергеевич              |                        | 1933—1968    | 27 января 1951  | —               | —                         |
| Кудрявцев, Анатолий Петрович          |                        | 1930—1970    | 27 января 1951  | —               | —                         |
| Кудряшов, Геннадий Трофимович         |                        | 1936—1966    | 27 августа 1957 | —               | —                         |
| Кузнецов, Иосиф Матвеевич             |                        | 1937—1975    | 25 мая 1959     | 25 октября 1967 | —                         |
| Кузьмин, Александр Васильевич         |                        | 1925—1965    | 11 мая 1949     | 9 мая 1961      | —                         |
| Кулагин, Александр Фёдорович          |                        | 1925—1962    | 18 февраля 1958 | —               | —                         |
| Куликов, Михаил Дмитриевич            |                        | 1922—1960    | 11 мая 1949     | —               | —                         |
| Кунаковский, Василий Порфирьевич      |                        | 1928—1964    | 3 ноября 1951   | —               | —                         |
| Кутай, Дмитрий Львович                |                        | 1933—1972    | 18 февраля 1958 | 13 апреля 1964  | —                         |
| Кутузов, Николай Георгиевич           |                        | 1937—1976    | 18 февраля 1958 | 19 февраля 1968 | —                         |
| Кучер, Аркадий Терентьевич            |                        | 1932—1973    | 25 мая 1959     | 21 февраля 1969 | —                         |
| Кучеренко, Иван Фомич                 |                        | 1929—1959    | 3 августа 1953  | —               | —                         |
| Л                                     |                        |              |                 |                 |                           |
| ФИО                                   | Герои Советского Союза | Время службы | Контр-адмирал   | Вице-адмирал    | Адмирал                   |
| Лабудин, Александр Петрович           |                        | 1925—1960    | 8 августа 1955  | —               | —                         |
| Ламм, Борис Николаевич                |                        | 1930—1973    | 3 ноября 1951   | —               | —                         |
| Ларионов, Александр Иванович          |                        | 1935—1963    | 18 февраля 1958 | —               | —                         |
| Лежава, Владимир Нестерович           |                        | 1921—1960    | 27 января 1951  | —               | —                         |
| Леонов, Иван Степанович               |                        | 1927—1952    | 11 мая 1949     | —               | —                         |
| Леут, Леонид Григорьевич              |                        | 1933—1960    | 18 февраля 1958 | —               | —                         |
| Лизарский, Валентин Александрович     |                        | 1933—1973    | 25 мая 1959     | 29 апреля 1970  | —                         |
| Липатов, Борис Васильевич             |                        | 1931—1959    | 16 июля 1957    | —               | —                         |
| Лисютин, Виктор Сергеевич             |                        | 1929—1973    | 31 мая 1954     | 7 мая 1966      | —                         |
| Лобов, Семён Михайлович               |                        | 1932—1977    | 31 мая 1954     | 25 мая 1959     | 16 июня 1965              |
| Логинов, Александр Дмитриевич         |                        | 1927—1965    | 27 января 1951  | —               | —                         |
| Лозовский, Василий Михайлович         |                        | 1935—1981    | 18 февраля 1958 | —               | —                         |
| Лопатинский, Виктор Васильевич        |                        | 1934—1983    | 18 февраля 1958 | —               | —                         |
| Лунин, Николай Александрович          |                        | 1935—1962    | 18 февраля 1958 | —               | —                         |
| Луцкий, Николай Львович               |                        | 1935—1960    | 27 января 1951  | —               | —                         |
| Лялько, Степан Максимович             |                        | 1926—1965    | 11 мая 1949     | —               | —                         |
| М                                     |                        |              |                 |                 |                           |
| ФИО                                   | Герои Советского Союза | Время службы | Контр-адмирал   | Вице-адмирал    | Адмирал                   |
| Макаренков, Григорий Филиппович       |                        | 1934—1972    | 18 февраля 1958 | —               | —                         |
| Максименков, Иван Георгиевич          |                        | 1933—1974    | 18 февраля 1958 | —               | —                         |
| Максимов, Пётр Георгиевич             |                        | 1923—1959    | 31 мая 1954     | —               | —                         |
| Максюта, Юрий Иванович                |                        | 1937—1978    | 7 мая 1960      | —               | —                         |
| Марков, Александр Сергеевич           |                        | 1933—1960    | 3 ноября 1951   | —               | —                         |
| Марковский, Владимир Иванович         |                        | 1933—1973    | 27 августа 1957 | —               | —                         |
| Матвеев, Анатолий Лаврентьевич        |                        | 1933—1958    | 3 ноября 1951   | —               | —                         |
| Матвеев, Василий Иванович             |                        | 1931—1972    | 18 февраля 1958 | —               | —                         |
| Мачинский, Олег Макарович             |                        | 1936—1973    | 18 февраля 1958 | —               | —                         |
| Медведев, Леонид Васильевич           |                        | 1925—1970    | 27 января 1951  | —               | —                         |
| Мельников, Александр Тихонович        |                        | 1935—1969    | 7 мая 1960      | —               | —                         |
| Мельников, Константин Степанович      |                        | 1924—1954    | 31 мая 1954     | —               | —                         |
| Мельников, Пантелеймон Александрович  |                        | 1921—1964    | 27 января 1951  | 8 августа 1955  | —                         |
| Местников, Александр Александрович    |                        | 1924—1960    | 3 ноября 1951   | —               | —                         |
| Миляшкин, Иван Георгиевич             |                        | 1926—1966    | 27 января 1951  | 18 февраля 1958 | —                         |
| Минаков, Владимир Иванович            |                        | 1933—1966    | 31 мая 1954     | —               | —                         |
| Миненко, Никифор Георгиевич           |                        | 1935—1975    | 25 мая 1959     | —               | —                         |
| Могильный, Дмитрий Семёнович          |                        | 1920—1953    | 27 января 1951  | —               | —                         |
| Мордвинов, Иван Иванович              |                        | 1937—1968    | 25 мая 1959     | —               | —                         |
| Морозов, Николай Иванович             |                        | 1922—1960    | 3 ноября 1951   | —               | —                         |
| Морозовский, Николай Григорьевич      |                        | 1935—1962    | 3 ноября 1951   | —               | —                         |
| Мунаев, Николай Алексеевич            |                        | 1933—1965    | 8 августа 1955  | —               | —                         |
| Мясищев, Владимир Иванович            |                        | 1936—1961    | 18 февраля 1958 | —               | —                         |
| Н                                     |                        |              |                 |                 |                           |
| ФИО                                   | Герои Советского Союза | Время службы | Контр-адмирал   | Вице-адмирал    | Адмирал                   |
| Навроцкий, Григорий Мануилович        |                        | 1924—1953    | 11 мая 1949     | —               | —                         |
| Напитухин, Владимир Алексеевич        |                        | 1933—1958    | 8 августа 1955  | —               | —                         |
| Нарыков, Василий Максимович           |                        | 1923—1960    | 3 ноября 1951   | —               | —                         |
| Негода, Григорий Пудович              |                        | 1932—1961    | 27 января 1951  | —               | —                         |
| Нелепо, Алексей Григорьевич           |                        | 1933—1981    | 3 ноября 1951   | —               | —                         |
| Нестеров, Илья Михайлович             |                        | 1926—1956    | 11 мая 1949     | —               | —                         |
| Никитин, Борис Викторович             |                        | 1922—1961    | 11 мая 1949     | —               | —                         |
| Никитин, Владимир Иванович            |                        | 1931—1957    | 3 августа 1953  | —               | —                         |
| Никольский, Николай Иванович          |                        | 1932—1973    | 3 августа 1953  | —               | —                         |
| Новиков, Николай Дмитриевич           |                        | 1933—1965    | 3 ноября 1951   | —               | —                         |
| Носков, Анатолий Кузьмич              |                        | 1936—1975    | 25 мая 1959     | —               | —                         |
| О                                     |                        |              |                 |                 |                           |
| ФИО                                   | Герои Советского Союза | Время службы | Контр-адмирал   | Вице-адмирал    | Адмирал                   |
| Обидин, Виталий Иванович              |                        | 1928—1964    | 18 февраля 1958 | —               | —                         |
| Огурешников, Николай Александрович    |                        | 1923—1956    | 27 января 1951  | —               | —                         |
| Олейник, Григорий Григорьевич         |                        | 1929—1974    | 11 мая 1949     | 25 мая 1959     | 29 апреля 1970            |
| Орёл, Александр Евстафьевич           |                        | 1929—1987    | 27 января 1951  | 18 февраля 1958 | 13 апреля 1964            |
| Орлов, Василий Иванович               |                        | 1935—1967    | 27 января 1951  | —               | —                         |
| Осико, Василий Николаевич             |                        | 1924—1955    | 27 января 1951  | —               | —                         |
| Осипов, Михаил Ильич                  |                        | 1932—1969    | 18 февраля 1958 | —               | —                         |
| Осипов, Сергей Александрович          |                        | 1931—1958    | 31 мая 1958     | —               | —                         |
| Осовский, Николай Александрович       |                        | 1933—1972    | 25 мая 1959     | —               | —                         |
| П                                     |                        |              |                 |                 |                           |
| ФИО                                   | Герои Советского Союза | Время службы | Контр-адмирал   | Вице-адмирал    | Адмирал                   |
| Павлов, Аким Захарович                |                        | 1931—1971    | 3 ноября 1951   | —               | —                         |
| Павлов, Павел Александрович           |                        | 1935—1970    | 25 мая 1959     | —               | —                         |
| Павлов, Фёдор Фёдорович               |                        | 1925—1953    | 11 мая 1949     | —               | —                         |
| Пантелеев, Лев Николаевич             |                        | 1930—1967    | 27 января 1951  | 18 февраля 1958 | —                         |
| Папылев, Иван Иванович                |                        | 1940—1968    | 7 мая 1960      | —               | —                         |
| Парамошкин, Павел Иванович            |                        | 1934—1973    | 3 августа 1953  | 19 февраля 1968 | —                         |
| Парийский, Георгий Васильевич         |                        | 1925—1956    | 27 января 1951  | —               | —                         |
| Пархоменко, Виктор Александрович      |                        | 1923—1969    | 11 мая 1949     | 3 августа 1953  | —                         |
| Пасхин, Александр Алексеевич          |                        | 1938—1975    | 25 мая 1959     | —               | —                         |
| Пахомов, Иван Иванович                |                        | 1933—1959    | 31 мая 1954     | —               | —                         |
| Пашенцев, Ростислав Тихонович         |                        | 1938—1962    | 18 февраля 1958 | —               | —                         |
| Пащенко, Пётр Аникеевич               |                        | 1932—1955    | 27 января 1951  | —               | —                         |
| Перфилов, Александр Николаевич        |                        | 1922—1959    | 11 мая 1959     | —               | —                         |
| Першин, Виктор Иванович               |                        | 1922—1963    | 3 ноября 1951   | —               | —                         |
| Петелин, Александр Иванович           |                        | 1932—1973    | 7 мая 1960      | 7 мая 1966      | —                         |
| Петренко, Павел Николаевич            |                        | 1933—1964    | 8 августа 1955  | —               | —                         |
| Петрищев, Николай Андреевич           |                        | 1927—1966    | 11 мая 1949     | —               | —                         |
| Петров, Борис Фёдорович               |                        | 1931—1974    | 31 мая 1954     | 25 октября 1967 | —                         |
| Петров, Иван Семёнович                |                        | 1936—1956    | 27 января 1951  | —               | —                         |
| Петросьян, Мигран Карапетович         |                        | 1931—1960    | 25 мая 1959     | —               | —                         |
| Пилиповский, Григорий Ефимович        |                        | 1923—1963    | 18 февраля 1958 | —               | —                         |
| Пильщиков, Василий Дмитриевич         |                        | 1951—1974    | 7 мая 1960      | —               | —                         |
| Питерский, Николай Алексеевич         |                        | 1923—1960    | 11 мая 1949     | —               | —                         |
| Плотников, Пётр Прокофьевич           |                        | 1933—1971    | 31 мая 1954     | 22 февраля 1963 | —                         |
| Поликарпов, Иван Алексеевич           |                        | 1932—1972    | 3 августа 1953  | 7 мая 1960      | —                         |
| Половников, Александр Яковлевич       |                        | 1931—1969    | 8 августа 1955  | —               | —                         |
| Попов, Аркадий Константинович         |                        | 1929—1965    | 18 февраля 1958 | —               | —                         |
| Почупайло, Яков Гурьевич              |                        | 1930—1973    | 11 мая 1949     | 25 мая 1959     | 29 апреля 1970            |
| Прокофьев, Владимир Матвеевич         |                        | 1933—1973    | 7 мая 1960      | —               | —                         |
| Проценко, Виктор Трофимович           |                        | 1931—1971    | 11 мая 1949     | —               | —                         |
| Пустовалов, Анатолий Иванович         |                        | 1918—1957    | 27 января 1951  | —               | —                         |
| Пышкин, Анатолий Яковлевич            |                        | 1929—1960    | 27 января 1951  | —               | —                         |
| Р                                     |                        |              |                 |                 |                           |
| ФИО                                   | Герои Советского Союза | Время службы | Контр-адмирал   | Вице-адмирал    | Адмирал                   |
| Разумов, Василий Петрович             |                        | 1933—1967    | 3 августа 1953  | 16 июня 1965    | —                         |
| Рассохо, Анатолий Иванович            |                        | 1932—1985    | 3 ноября 1951   | 7 мая 1960      | 15 декабря 1972           |
| Резниченко, Яков Терентьевич          |                        | 1941—1969    | 15 июля 1957    | 22 мая 1968     | —                         |
| Родионов, Анатолий Иванович           |                        | 1927—1972    | 11 мая 1949     | —               | —                         |
| Роздобудько, Пётр Макарович           |                        | 1924—1959    | 31 мая 1954     | —               | —                         |
| Романов, Михаил Фёдорович             |                        | 1922—1951    | 11 мая 1949     | —               | —                         |
| Романовский, Валентин Николаевич      |                        | 1928—1961    | 31 мая 1954     | —               | —                         |
| Романовский, Юлиан Антонович          |                        | 1924—1958    | 8 августа 1955  | —               | —                         |
| Романцов, Евгений Дмитриевич          |                        | 1930—1963    | 27 января 1951  | —               | —                         |
| Роминов, Михаил Васильевич            |                        | 1930—1960    | 31 мая 1954     | —               | —                         |
| Рудаков, Олимпий Иванович             |                        | 1933—1974    | 3 августа 1953  | —               | —                         |
| Рудницкий, Михаил Алексеевич          |                        | 1918—1961    | 27 января 1951  | —               | —                         |
| Рулев, Лев Алексеевич                 |                        | 1932—1970    | 3 ноября 1951   | —               | —                         |
| Румянцев, Борис Владимирович          |                        | 1931—1960    | 18 февраля 1958 | —               |                           |
| С                                     |                        |              |                 |                 |                           |
| ФИО                                   | Герои Советского Союза | Время службы | Контр-адмирал   | Вице-адмирал    | Адмирал                   |
| Савельев, Фёдор Иванович              |                        | 1938—1987    | 18 февраля 1958 | —               | —                         |
| Савич-Демянюк, Василий Иванович       |                        | 1930—1961    | 3 ноября 1951   | —               | —                         |
| Савчик, Вадим Владимирович            |                        | 1932—1967    | 18 февраля 1958 | —               | —                         |
| Сагоян, Артавазд Арамович             |                        | 1922—1959    | 27 января 1951  | —               | —                         |
| Самарин, Виктор Алексеевич            |                        | 1932—1969    | 31 мая 1954     | —               | —                         |
| Сёмин, Владимир Иванович              |                        | 1934—1955    | 3 ноября 1951   | —               | —                         |
| Сергеев, Николай Дмитриевич           |                        | 1928—1999    | 11 мая 1949     | 18 февраля 1958 | 16 июня 1965              |
| Серебренников, Леонид Васильевич      |                        | 1935—1953    | 11 мая 1949     | —               | —                         |
| Сизов, Фёдор Яковлевич                |                        | 1933—1974    | 25 мая 1959     | 16 июня 1965    | 20 мая 1971               |
| Силаев, Иван Васильевич               |                        | 1930—1960    | 3 ноября 1951   | —               | —                         |
| Симонов, Евгений Максимович           |                        | 1927—1968    | 27 января 1951  | 18 февраля 1958 | —                         |
| Синецкий, Пётр Владимирович           |                        | 1934—1976    | 27 августа 1957 | 7 мая 1966      | —                         |
| Сиротинский, Сергей Сергеевич         |                        | 1929—1956    | 3 ноября 1951   | —               | —                         |
| Скворцов, Иван Алексеевич             |                        | 1922—1960    | 27 января 1951  | —               | —                         |
| Скородумов, Леонид Александрович      |                        | 1927—1964    | 27 января 1951  | 9 мая 1961      | —                         |
| Скосырев, Николай Васильевич          |                        | 1928—1970    | 25 мая 1959     | —               | —                         |
| Скутский, Павел Арсентьевич           |                        | 1929—1961    | 31 мая 1954     | —               | —                         |
| Сливин, Евгений Макарович             |                        | 1936—1973    | 18 февраля 1958 | —               | —                         |
| Слизкой, Григорий Николаевич          |                        | 1926—1954    | 11 мая 1949     | —               | —                         |
| Смирнов, Иван Иванович                |                        | 1928—1960    | 18 февраля 1958 | —               | —                         |
| Смирнов, Николай Иванович             |                        | 1937—1992    | 18 февраля 1958 | 13 апреля 1964  | 29 апреля 1970            |
| Смирнов, Фёдор Алексеевич             |                        | 1933—1971    | 7 мая 1960      | —               | —                         |
| Снитко, Иван Дамианович               |                        | 1918—1954    | 11 мая 1949     | —               | —                         |
| Соболев, Николай Михайлович           |                        | 1931—1975    | 7 мая 1960      | —               | —                         |
| Соколов, Пётр Афанасьевич             |                        | 1934—1975    | 7 мая 1960      | —               | —                         |
| Соловьёв, Валентин Васильевич         |                        | 1933—1971    | 25 мая 1959     | —               | —                         |
| Соловьёв, Виктор Ильич                |                        | 1934—1977    | 25 мая 1959     | 25 апреля 1975  | —                         |
| Солодунов, Александр Викторович       |                        | 1925—1954    | 11 мая 1949     | —               | —                         |
| Солоухин, Сергей Дмитриевич           |                        | 1922—1965    | 11 мая 1949     | —               | —                         |
| Сталбо, Казимир Андреевич             |                        | 1931—1986    | 31 мая 1954     | 14 февраля 1977 | —                         |
| Степанов, Михаил Петрович             |                        | 1928—1970    | 3 августа 1953  | 27 апреля 1962  | —                         |
| Стешенко, Василий Константинович      |                        | 1937—1975    | 7 мая 1960      | —               | —                         |
| Субботин, Виктор Иванович             |                        | 1932—1971    | 16 июля 1957    | —               | —                         |
| Субботин, Григорий Афанасьевич        |                        | 1928—1960    | 3 ноября 1951   | —               | —                         |
| Сулимовский, Николай Александрович    |                        | 1933—1959    | 3 ноября 1951   | —               | —                         |
| Супрун, Александр Петрович            |                        | 1933—1964    | 8 августа 1955  | —               | —                         |
| Сурабеков, Валериан Иосифович         |                        | 1922—1965    | 11 мая 1949     | 27 апреля 1962  | —                         |
| Сутягин, Борис Васильевич             |                        | 1932—1970    | 3 августа 1953  | 9 мая 1961      | —                         |
| Сухиашвили, Константин Давидович      |                        | 1921—1955    | 27 января 1951  | —               | —                         |
| Сухомлинов, Павел Денисович           |                        | 1931—1965    | 3 ноября 1951   | —               | —                         |
| Сысоев, Виктор Сергеевич              |                        | 1937—1987    | 18 февраля 1958 | 19 февраля 1968 | 6 ноября 1970             |
| Сычёв, Вениамин Андреевич             |                        | 1933—1976    | 31 мая 1954     | 9 мая 1961      | —                         |
| Т                                     |                        |              |                 |                 |                           |
| ФИО                                   | Герои Советского Союза | Время службы | Контр-адмирал   | Вице-адмирал    | Адмирал                   |
| Тимченко, Георгий Павлович            |                        | 1930—1970    | 3 августа 1953  | —               | —                         |
| Тишкин, Николай Венедиктович          |                        | 1925—1956    | 27 января 1951  | —               | —                         |
| Ткаченко, Михаил Павлович             |                        | 1931—1953    | 27 января 1951  | —               | —                         |
| Ткаченко, Терентий Иванович           |                        | 1933—1961    | 18 февраля 1958 | —               | —                         |
| Толстолуцкий, Григорий Григорьевич    |                        | 1932—1975    | 8 августа 1955  | 22 февраля 1963 | —                         |
| Томский, Михаил Гаврилович            |                        | 1931—1971    | 3 августа 1953  | 7 мая 1966      | —                         |
| Тюняев, Алексей Николаевич            |                        | 1937—1976    | 27 августа 1957 | —               | —                         |
| У                                     |                        |              |                 |                 |                           |
| ФИО                                   | Герои Советского Союза | Время службы | Контр-адмирал   | Вице-адмирал    | Адмирал                   |
| Уваров, Пётр Васильевич               |                        | 1930—1957    | 27 января 1951  | 8 августа 1955  | —                         |
| Ураган, Александр Автономович         |                        | 1930—1962    | 3 августа 1953  | —               | —                         |
| Успенский, Николай Алексеевич         |                        | 1931—1969    | 31 мая 1954     | —               | —                         |
| Устинов, Максим Тимофеевич            |                        | 1925—1969    | 8 августа 1955  | —               | —                         |
| Усыскин, Александр Кузьмич            |                        | 1931—1969    | 31 мая 1954     | —               | —                         |
| Утробин, Борис Иванович               |                        | 1933—1959    | 27 января 1951  | —               | —                         |
| Ф                                     |                        |              |                 |                 |                           |
| ФИО                                   | Герои Советского Союза | Время службы | Контр-адмирал   | Вице-адмирал    | Адмирал                   |
| Фатигаров, Александр Семёнович        |                        | 1927—1955    | 11 мая 1949     | —               | —                         |
| Фёдоров, Александр Дмитриевич         |                        | 1928—1960    | 3 ноября 1951   | —               | —                         |
| Фёдоров, Василий Иванович             |                        | 1923—1956    | 31 мая 1954     | —               | —                         |
| Фёдоров, Василий Панфилович           |                        | 1931—1970    | 18 февраля 1958 | —               | —                         |
| Фёдоров, Николай Георгиевич           |                        | 1933—1970    | 8 августа 1955  | —               | —                         |
| Фёдоров, Пётр Александрович           |                        | 1933—1960    | 8 августа 1955  | —               | —                         |
| Филатов, Иван Митрофанович            |                        | 1925—1964    | 27 января 1951  | —               | —                         |
| Филимонов, Александр Семёнович        |                        | 1933—1964    | 18 февраля 1958 | —               | —                         |
| Филиппов, Владимир Владимирович       |                        | 1926—1952    | 27 января 1951  | —               | —                         |
| Филиппов, Дмитрий Александрович       |                        | 1923—1962    | 16 июля 1957    | —               | —                         |
| Филипповский, Александр Александрович |                        | 1924—1960    | 27 января 1951  | —               | —                         |
| Фомин, Пётр Фомич                     |                        | 1922—1966    | 27 января 1951  | 18 февраля 1952 | —                         |
| Фоминых, Владимир Александрович       |                        | 1938—1975    | 18 февраля 1958 | 25 октября 1967 | —                         |
| Х                                     |                        |              |                 |                 |                           |
| ФИО                                   | Герои Советского Союза | Время службы | Контр-адмирал   | Вице-адмирал    | Адмирал                   |
| Хабаров, Степан Дмитриевич            |                        | 1928—1964    | 18 февраля 1958 | —               | —                         |
| Хворостянов, Илья Алексеевич          |                        | 1935—1974    | 7 мая 1960      | 25 октября 1967 | —                         |
| Хижняк, Фёдор Калинович               |                        | 1936—1955    | 27 января 1951  | —               | —                         |
| Хияйнен, Лев Петрович                 |                        | 1928—1969    | 31 мая 1954     | —               | —                         |
| Хомич, Борис Михайлович               |                        | 1923—1968    | 3 ноября 1951   | 9 мая 1961      | —                         |
| Ц                                     |                        |              |                 |                 |                           |
| ФИО                                   | Герои Советского Союза | Время службы | Контр-адмирал   | Вице-адмирал    | Адмирал                   |
| Цветко, Владимир Петрович             |                        | 1931—1972    | 18 февраля 1958 | —               | —                         |
| Цизаревич, Бруно Иванович             |                        | 1927—1961    | 31 мая 1954     | —               | —                         |
| Цирульников, Наум Израилевич          |                        | 1910 - 1979  | 11 мая 1949     | —               | —                         |
| Цыбульский, Александр Иосифович       |                        | 1928—1961    | 18 февраля 1958 | —               | —                         |
| Ч                                     |                        |              |                 |                 |                           |
| ФИО                                   | Герои Советского Союза | Время службы | Контр-адмирал   | Вице-адмирал    | Адмирал                   |
| Чалый, Василий Филиппович             |                        | 1930—1971    | 27 января 1951  | 18 февраля 1958 | —                         |
| Чекуров, Валентин Андреевич           |                        | 1927—1963    | 11 мая 1949     | 8 августа 1955  | —                         |
| Челышев, Иван Дмитриевич              |                        | 1931—1961    | 27 января 1951  | —               | —                         |
| Чернаков, Сергей Павлович             |                        | 1917—1974    | 7 мая 1960      | 25 октября 1967 | —                         |
| Чернобай, Григорий Корнеевич          |                        | 1936—1976    | 6 апреля 1957   | 22 февраля 1963 | —                         |
| Чёрный, Владимир Филлипович           |                        | 1920—1956    | 3 ноября 1951   | —               | —                         |
| Чернышёв, Фёдор Иванович              |                        | 1920—1961    | 27 января 1951  | —               | —                         |
| Чеченков, Виктор Титович              |                        | 1928—1960    | 3 ноября 1951   | —               | —                         |
| Чижевский, Борис Александрович        |                        | 1925—1964    | 18 февраля 1958 | —               | —                         |
| Чикер, Николай Петрович               |                        | 1936—1971    | 25 мая 1959     | —               | —                         |
| Чинчарадзе, Михаил Захарович          |                        | 1926—1966    | 11 мая 1949     | —               | —                         |
| Чубунов, Георгий Борисович            |                        | 1922—1955    | 11 мая 1949     | —               | —                         |
| Чудинов, Дмитрий Иванович             |                        | 1923—1972    | 27 января 1951  | —               | —                         |
| Ш                                     |                        |              |                 |                 |                           |
| ФИО                                   | Герои Советского Союза | Время службы | Контр-адмирал   | Вице-адмирал    | Адмирал                   |
| Шандабылов, Владимир Демьянович       |                        | 1930—1973    | 18 февраля 1958 | —               | —                         |
| Шатров, Борис Николаевич              |                        | 1918—1960    | 27 января 1951  | —               | —                         |
| Шилинговский, Иван Григорьевич        |                        | 1925—1956    | 11 мая 1949     | —               | —                         |
| Шишкин, Михаил Алексеевич             |                        | 1935—1969    | 8 августа 1955  | —               | —                         |
| Шулаков, Евгений Георгиевич           |                        | 1928—1966    | 27 января 1951  | —               | —                         |
| Щ                                     |                        |              |                 |                 |                           |
| ФИО                                   | Герои Советского Союза | Время службы | Контр-адмирал   | Вице-адмирал    | Адмирал                   |
| Щедрин, Григорий Иванович             |                        | 1934—1973    | 3 ноября 1951   | 8 августа 1955  | —                         |
| Э                                     |                        |              |                 |                 |                           |
| ФИО                                   | Герои Советского Союза | Время службы | Контр-адмирал   | Вице-адмирал    | Адмирал                   |
| Эрайзер, Сергей Павлович              |                        | 1933—1957    | 31 мая 1954     | —               | —                         |
| Ю                                     |                        |              |                 |                 |                           |
| ФИО                                   | Герои Советского Союза | Время службы | Контр-адмирал   | Вице-адмирал    | Адмирал                   |
| Юдин, Андрей Афанасьевич              |                        | 1936—1973    | 27 августа 1957 | —               | —                         |
| Юрин, Георгий Васильевич              |                        | 1929—1976    | 3 ноября 1951   | 22 февраля 1963 | —                         |
| Я                                     |                        |              |                 |                 |                           |
| ФИО                                   | Герои Советского Союза | Время службы | Контр-адмирал   | Вице-адмирал    | Адмирал                   |
| Якимович, Клавдиан Николаевич         |                        | 1926—1961    | 25 мая 1959     | —               | —                         |
| Яковлев, Василий Данилович            |                        | 1925—1970    | 27 января 1951  | 18 февраля 1958 | —                         |
| Яковлев, Виктор Ильич                 |                        | 1921—1960    | 31 мая 1954     | —               | —                         |
| Яросевич, Виктор Феликсович           |                        | 1933—1961    | 18 февраля 1958 | —               | —                         |
| Ярош, Алексей Георгиевич              |                        | 1927—1960    | 25 мая 1959     | —               | —                         |
| Ярошевич, Дмитрий Климентьевич        |                        | 1932—1966    | 23 апреля 1957  | 27 апреля 1962  | —                         |
| Яхненко, Иван Амвросиевич             |                        | 1929—1968    | 31 мая 1954     | —               | —                         |
| Яшин, Борис Дмитриевич                |                        | 1932—1974    | 25 мая 1959     | —               | —                         |
| Яшков, Виталий Дмитриевич             |                        | 1928—1970    | 31 мая 1954     | —               | —                         |